# Sinntalhof

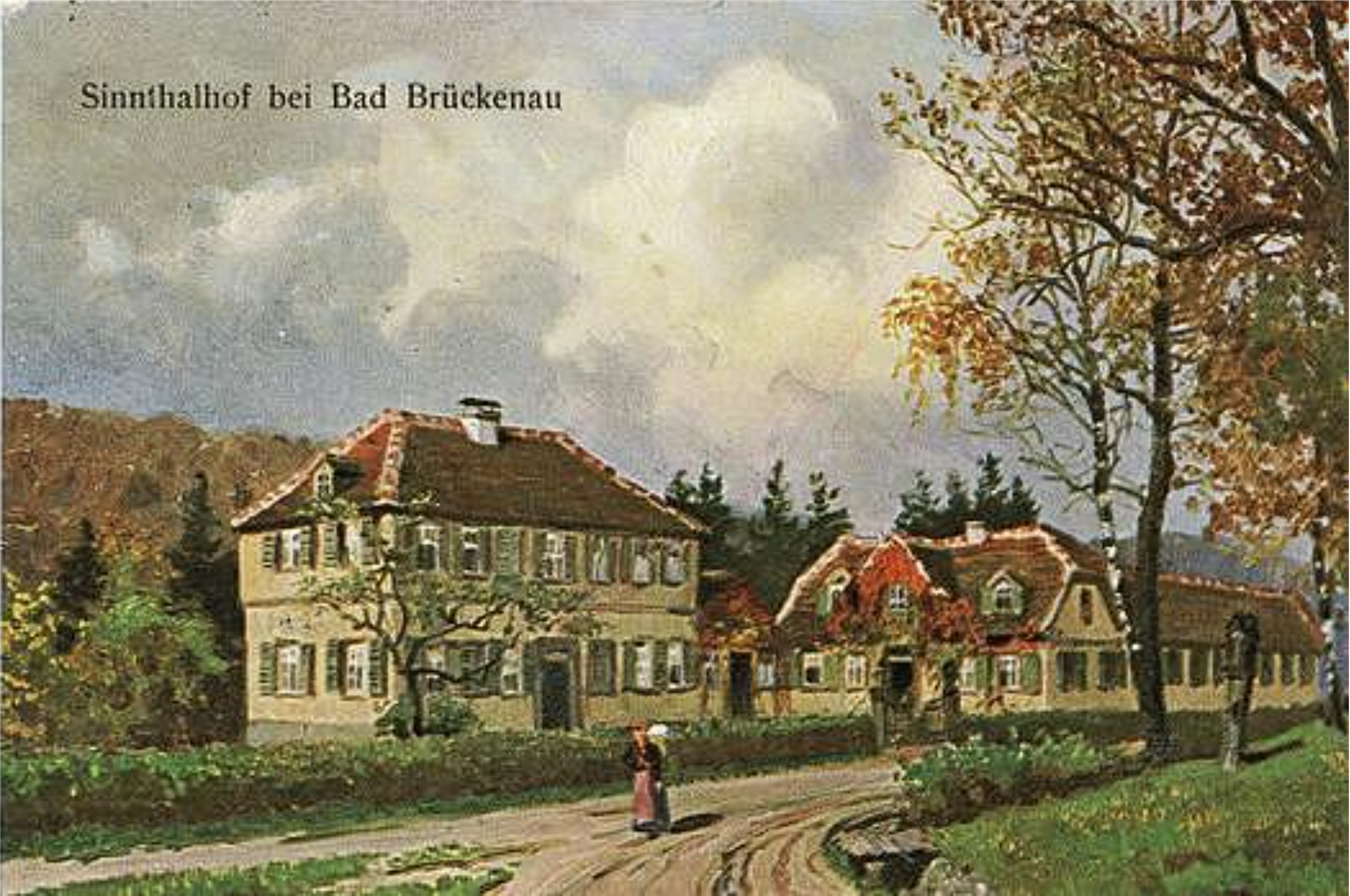
Der Sinntalhof auf einer Ansichtskarte aus dem 19. Jahrhundert

Der Sinntalhof liegt zwischen der unterfränkischen Stadt Bad Brückenau und dem dazugehörigen Staatsbad Brückenau am Südwestrand der bayerischen Rhön. Er besteht aus dem Alten Sinntalhof und dem Neuen Sinntalhof.

## Vom Alterssitz zum Fremdenheim

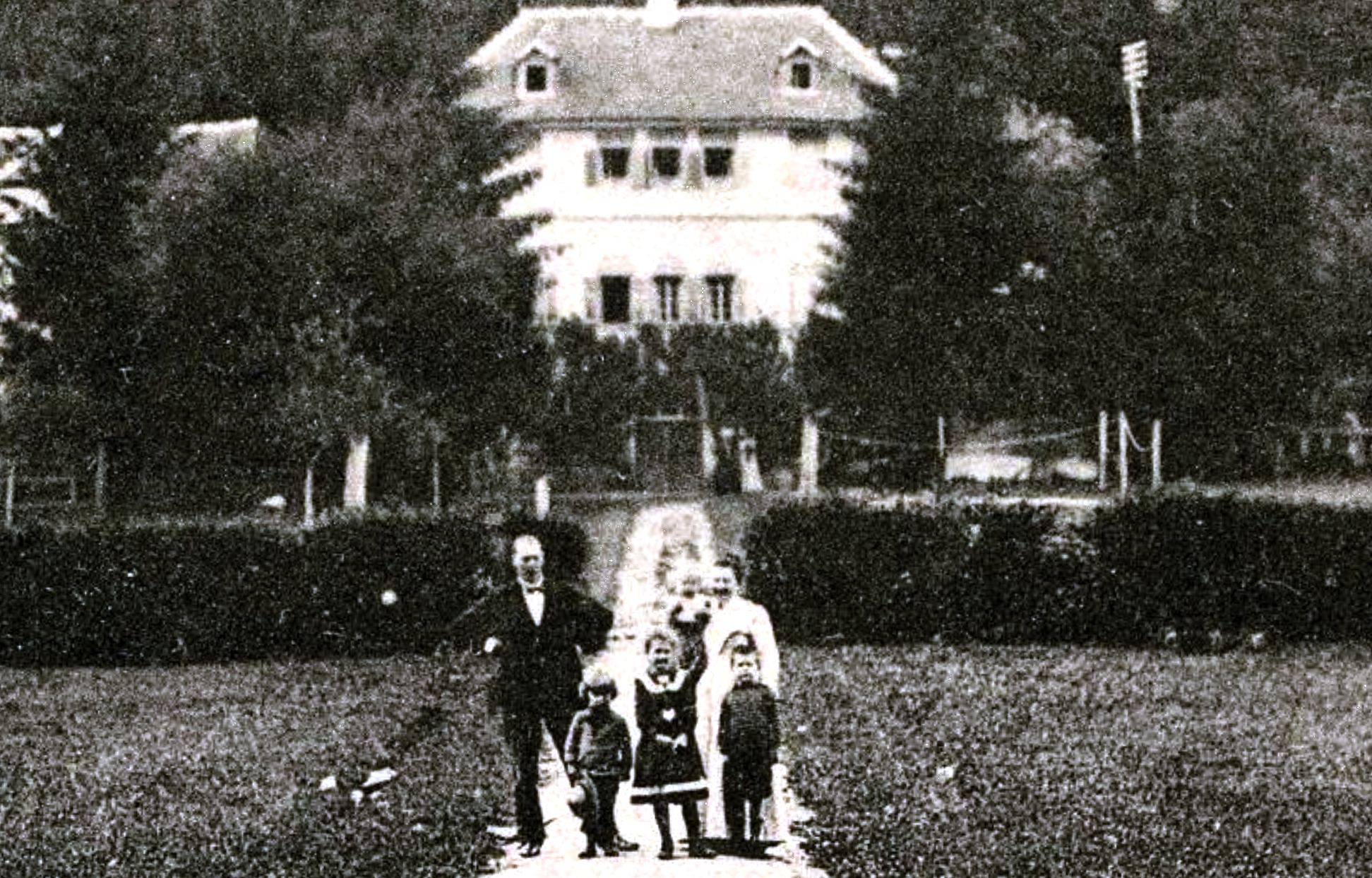
Familie Putz vor dem Alten Sinntalhof, ca. 1901

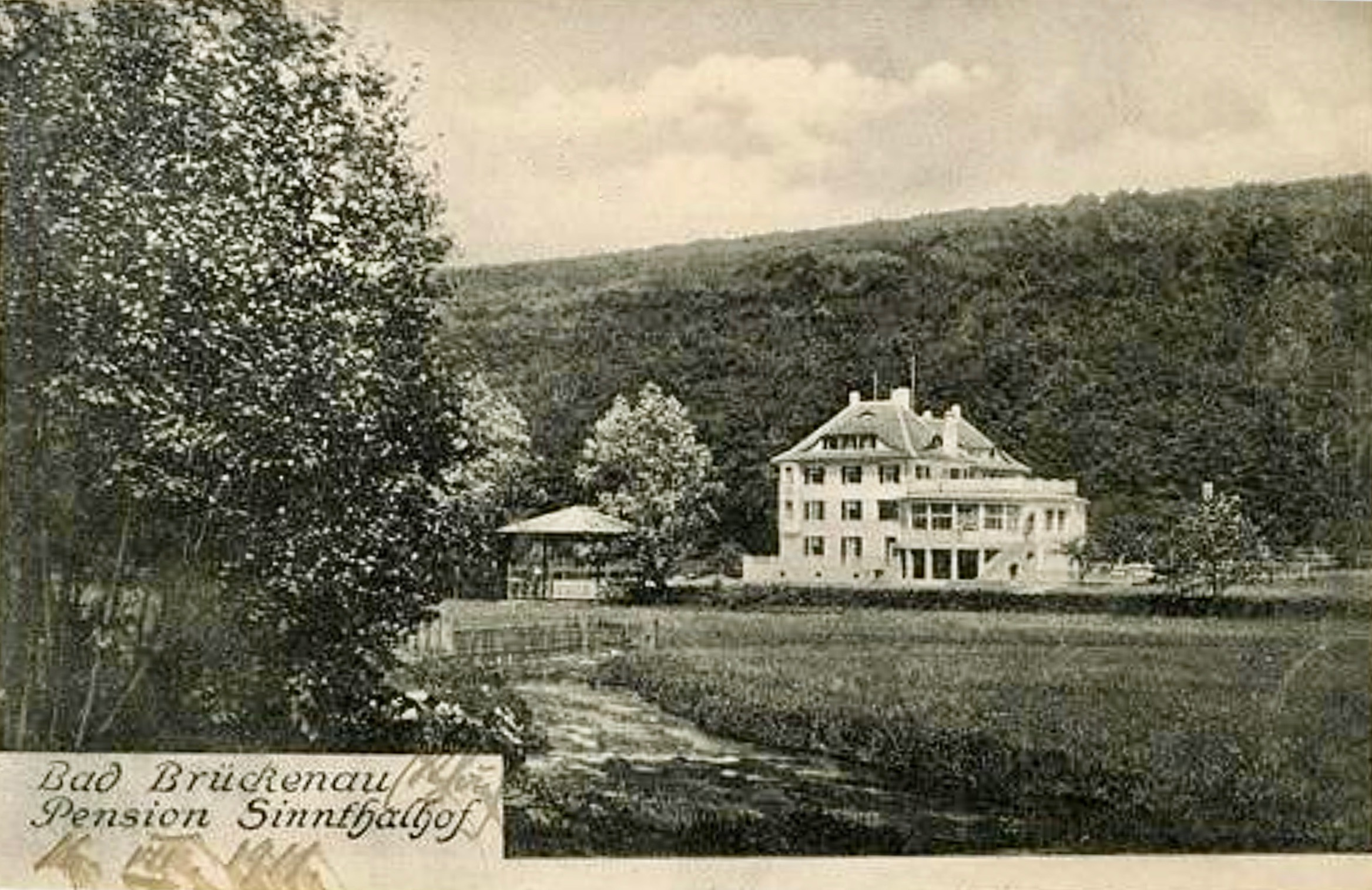
Der Neue Sinntalhof etwa 1911

Als der im Bad tätige staatliche Brunnenverwalter und Pächter Moritz im Jahr 1821 aus seinem Dienst schied, erbaute er sich noch im selben Jahr den Sinntalhof (frühere Schreibweisen: Sinnthalshof bzw. Sinnthalhof), um dort seinen Lebensabend zu verbringen. Die aus seiner Familie stammende Amelie Moritz (1868–1918) brachte den Sinntalhof mit den zugehörigen Ländereien im Jahr 1893 in ihre Ehe mit dem Bildhauer Sebastian Putz (1867–1937) ein.
Im Jahr 1910 wurde der Sinntalhof durch einen Zyklon stark beschädigt. Noch im selben Jahr wurde daher ein  Neuer Sinntalhof errichtet, der als Fremdenheim diente, durch das die Familie von Sebastan Putz eine wesentliche Einnahmequelle generieren konnte, da die Landwirtschaft nur dem Nebenerwerb diente. Der Alte Sinntalhof wurde nach den von dem Unwetter verursachten Beschädigungen wieder hergestellt.
Der Alte Sinntalhof ist u. a. Geburtsort des Reichstagsabgeordneten Ernst Putz, der das gesamte Anwesen 1920 von seinen Eltern übernahm.

## Reformpädagogische Schule

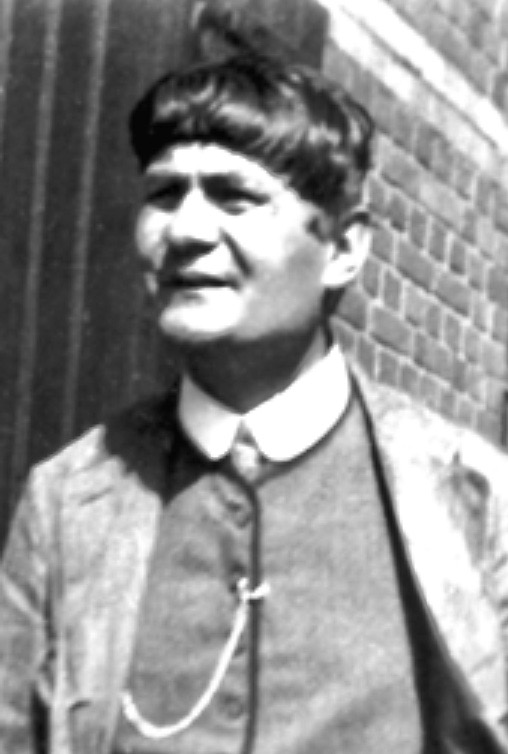
Bernhard Uffrecht

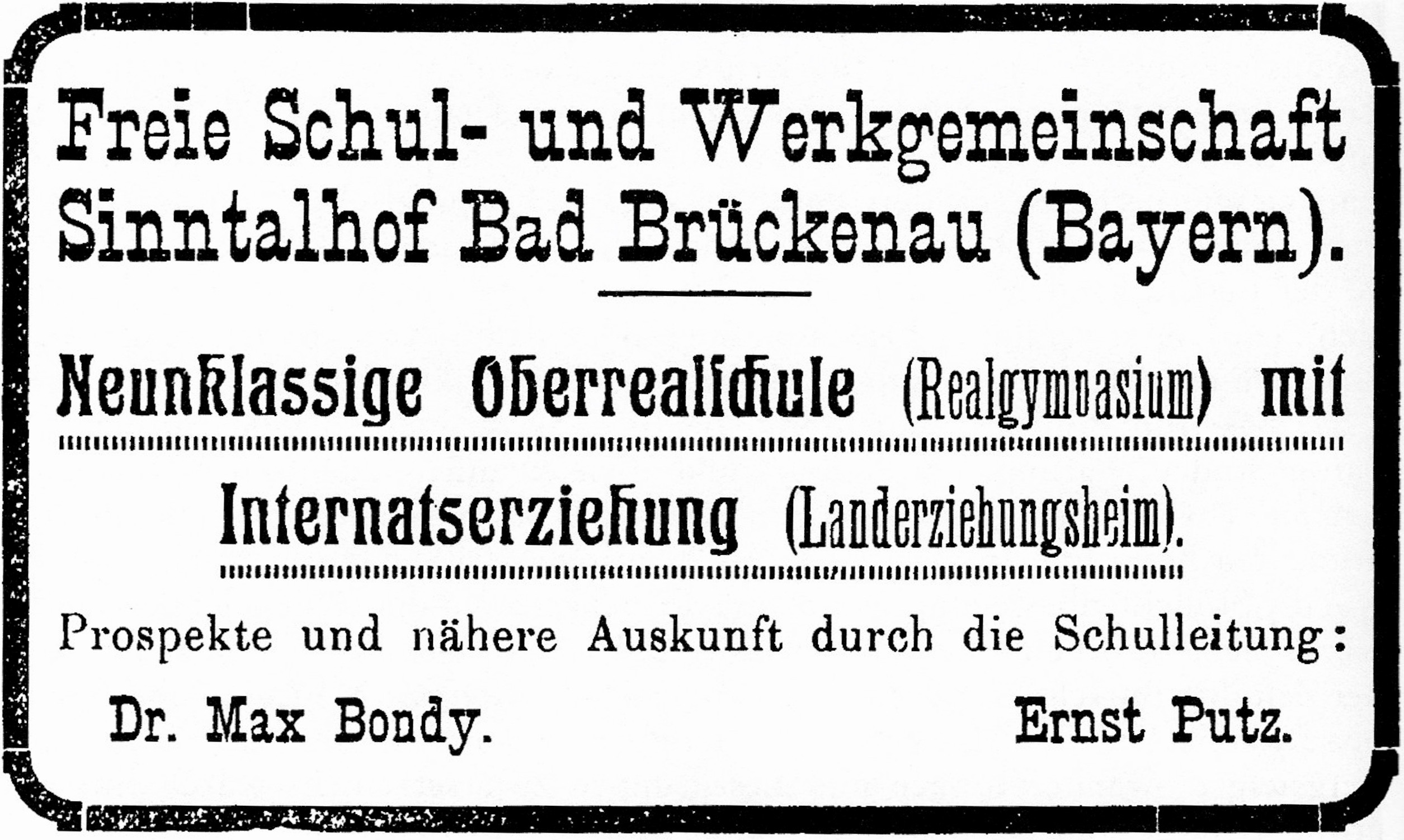
Werbeanzeige in den Kurlisten des Staatlichen Mineralbades Brückenau 1920/21

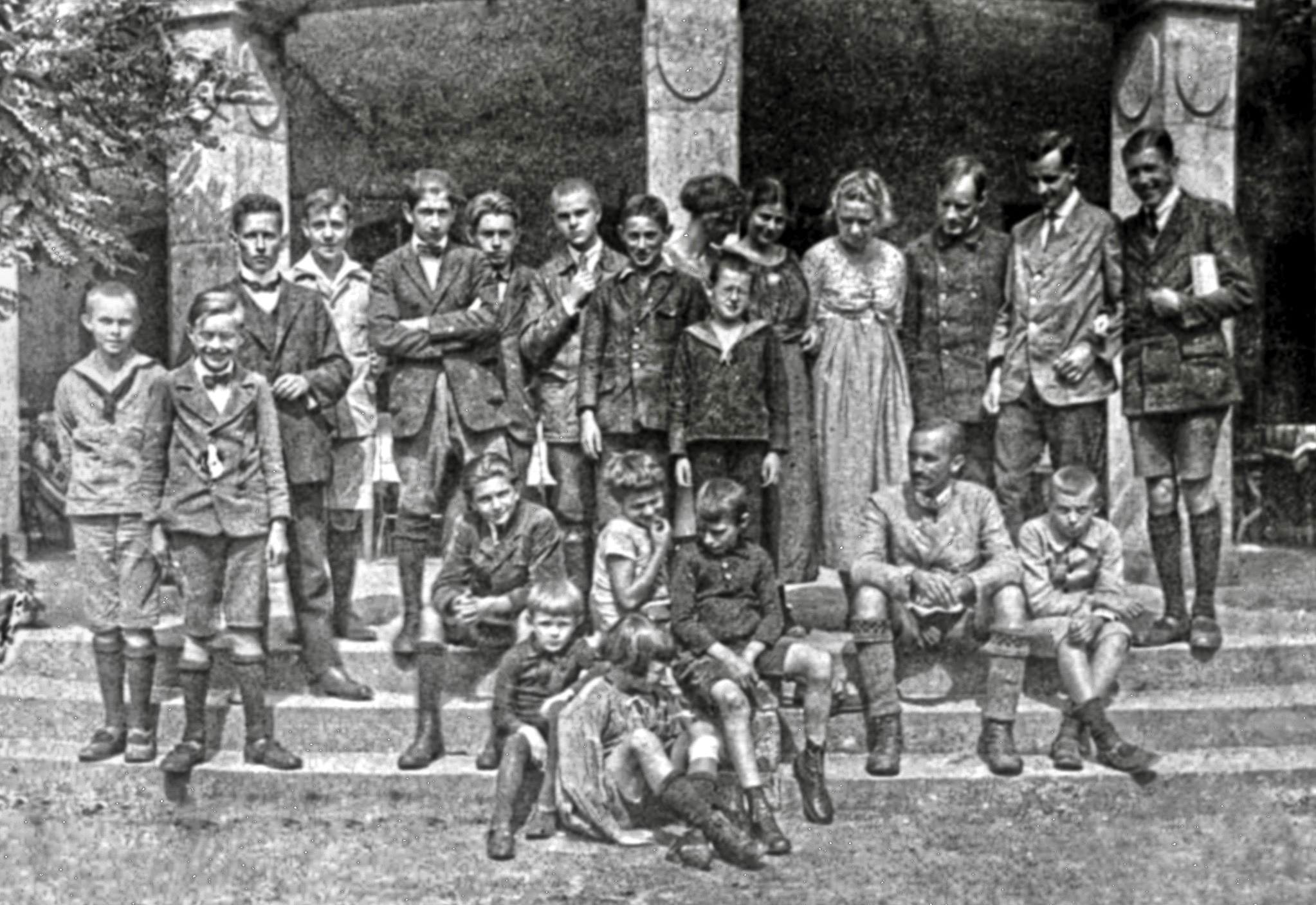
Schüler und Lehrer der Freien Schul- und Werkgemeinschaft Sinntalhof, ca. 1921

1919/20 war der Neue Sinntalhof Zwischenstation für die von Bernhard Uffrecht (1885–1959) gegründete Freie Schul- und Werkgemeinschaft, die aus dem südhessischen Auerbach dorthin umsiedelte. Zeitgleich ermöglichte Putz, dass auf dem Sinntalhof Tagungen unterschiedlicher Gruppen der Jugendbewegung (Bündische Jugend) stattfinden konnten. Dieses in seiner Aufbauphase befindliche Schulprojekt zog Ostern 1920 ins brandenburgische Dreilinden weiter, bevor es später im damals sächsischen (heute sachsen-anhaltischen) Letzlingen seinen endgültigen Sitz fand.
Zwischen 1920 und 1923 beherbergte der Neue Sinntalhof dann das von Ernst Putz mit Gertrud (1889–1977) und Max Bondy gegründete Landerziehungsheim, die Freie Schul- und Werkgemeinschaft Sinntalhof. Gegen die Eröffnung dieser Privatschule hatten am 11. August 1920 sämtliche Brückenauer Stadtverordneten der Bayerischen Volkspartei gestimmt, weil sie „keine staatliche Berechtigung“ habe, lediglich auf einer „schwankenden, allgemeinen Idee“ (Reformpädagogik, Jugendbewegung) beruhe und an ihr ohne festen konfessionellen Bezug zum Gottesglauben unterrichtet werden solle. Letzteres bezog sich auf den „allgemeinen religionsgeschichtlichen Unterricht“, der überkonfessionell gestaltet wurde und weder einen spezifischen religiösen Glauben noch eine konfessionelle Zuordnung zum Ziel hatte. Auch der katholische Stadtpfarrer Franz Miltenberger opponierte entsprechend durch Eingaben beim Bischöflichen Ordinariat in Würzburg. Das Bayerische Kultusministerium erkannte das Landschulheim am 25. Oktober 1920 vorläufig an; am 12. September 1921 erfolgte die offizielle staatliche Anerkennung. Das Internat wurde schon 1923 wegen Differenzen zwischen den beiden Gründern um die Leitungsfunktion durch Ernst Putz geschlossen. Bondy zog daraufhin ins niedersächsische Gandersheim und begründete dort die Schulgemeinde Gandersheim die 1929 nach Marienau, einem Ortsteil von Dahlem (Niedersachsen) umzog und heute als Schule Marienau weiter existiert.
Bekannteste Pädagogen dieser beiden Schulprojekte waren neben Uffrecht Bernhard Hell, Hedda Korsch und Gertrud Kraker.

## Urchristliche Gemeinde
1955 wurde der Sinntalhof von der Bildhauerin Charlotte Putz (1903–1960), der jüngsten Schwester von Ernst Putz, an die "Bruderhofgemeinschaft", eine urchristliche Gemeinde, übergeben. Dieser gehörte sie auch an. Im Jahr 1956 lebten dort 25 Mitglieder in Gemeinschaft, die Verbindungen nach Großbritannien, zu den Vereinigten Staaten und nach Paraguay hatten. Die Bruderhöfer leben nach dem Prinzip der Gütergemeinschaft. Nach Rechtsstreitigkeiten musste die Bruderhofgemeinschaft die Gebäude 1961 wieder aufgeben.